# Aframomum sceleratum
Aframomum sceleratum là một loài thực vật có hoa trong họ Gừng. Loài này được A.Chev. mô tả khoa học đầu tiên năm 1917.